# Právo na odpor
Právo na odpor garantuje občanům legální možnost se postavit na odpor vůči každému, kdo by odstraňoval dané společenské a státní zřízení, jestliže činnost ústavních orgánů a účinné použití zákonných prostředků jsou znemožněny. Je vyjádřením principu svrchovanosti lidu.

## Historie práva na odpor a příbuzné jevy
Právo na odpor, občanská neposlušnost a řada příbuzných jevů spadají do právního, morálního i politického odvětví filozofie. U práva na odpor se se stručnými definicemi paradoxně nesetkáme. U historicky mladší občanské neposlušnosti se ale v Blackově právnickém slovníku pod heslem Civil disobedience lze dozvědět, že jde o formu porušování práva, která má demonstrovat nespravedlnost a neadekvátnost určitého konkrétního zákona. V jiné definici se popisuje tento pojem rozsáhleji: „Odpor může směřovat proti vnějšímu, jakož i proti vnitřnímu ohrožení politického společenství, proti vnitřnímu utlačovateli nebo proti instrukcím cizí vítězné moci, může být násilný resp. nenásilný, pasivní, nebo aktivní. Formy odporu sahají od atentátu po sabotáž, od občanské neposlušnosti po abdikaci ministrů nebo úředníků.“
Pojem právo na odpor se vyskytovalo již ve starověku, kde tvořilo tradiční součást právního a politického myšlení. Na jedné straně garantuje udržení řádu určité kvality, na straně druhé však hrozí každému řádu subverzí spontánní, tj. nereflektované poslušnosti.
Právo na odpor se výrazně rozvíjí až v období středověku a hlavní myšlenkou je omezení moci, která není sama sobě účelem a je někomu či něčemu podřízena. Takováto koncepce se pak stává vnějším prvkem legitimizace, protože předpokládá zdroj moci mimo ni samotnou. Právo na odpor také úzce souvisí s koncepcemi tzv. vyššího práva (přirozené, božské, ze společenské smlouvy vzešlé aj.), jež se může dostat do střetu s běžným, pozitivním právem lidí. Historicky etablované právo na odpor je obranného charakteru, protože se odporuje někomu, kdo ohrožuje či přímo ničí harmonický řád, staré svobody apod.
Právo na odpor je právem politickým, které slouží k ochraně práv v plné míře přiznaným občanům, tudíž zde vyvstává na povrch možnost vyloučení cizinců, což se považuje za adekvátní. Odpor nepřísluší právnickým osobám, protože vyžaduje jednání, jehož jsou schopni pouze lidé. Právo na odpor nepřísluší ani orgánům veřejné moci, nehledě na to, zda jsou monokratické, nebo kolegiální.

## Článek 23 Listiny základních práv a svobod
V České republice je právo na odpor výslovně zakotveno v článku 23 Listiny základních práv a svobod a je podmíněno dvěma skutečnostmi, které musí být splněny současně:
- odstraňování demokratického řádu lidských práv a základních svobod založeného Listinou základních práv a svobod a
- znemožněná činnost ústavních orgánů a účinného použití zákonných prostředků.

| „ | Občané mají právo postavit se na odpor proti každému, kdo by odstraňoval demokratický řád lidských práv a základních svobod, založený Listinou, jestliže činnost ústavních orgánů a účinné použití zákonných prostředků jsou znemožněny. | “ |

## Právo na odpor v platném právu některých států

### Velká Británie
Právo na odpor je součástí středověké Magny Charty, která tvoří první chartu anglické (britské) ústavy. Oprávnění baronů postavit se Koruně na odpor přešla na parlament a stavovský základ tohoto práva je nesporný. V Británii je díky moderní éře právo odporu považováno spíše za anachronismus. Jelikož přestal být král ztělesněním státní moci, lze si jen těžko představit okolnosti, za nichž by v zemi s praktikovanou suverenitou parlamentu mohl tento lid volat na pomoc.

### Francie
Dne 26. srpna 1789 vyhlásilo Národní shromáždění Deklaraci práv člověka a občana, kde se rozhodli vyložit ve slavnostním prohlášení přirozená, nezcizitelná a svatá práva člověka. Cílem bylo připomenutí všem členům společnosti jejich práva a povinnosti. Právo na odpor proti utlačování lze považovat za právo individuální. Oprávněným výkonem tohoto práva není odpor proti zákonnému postupu úřadů v konkrétním případě, i kdyby byl nespravedlivý. Pokud by nebylo ústavy, občané nemají povinnost poslouchat, tudíž mají právo na odpor. Stav bez ústavy však není stavem politické společnosti. Přestože je právo na odpor součástí francouzského právního řádu, není patrně institutem příliš frekventovaným ani hojně komentovaným.

### Německo
Existenci zemských ústav jednotlivých členských států v tomto případě předpokládal článek 13 Spolkových akt, základní právní a politický dokument Německého spolku z roku 1815. Jednotlivé spory tedy probíhaly o charakter ústav, nikoliv však o samu jejich existenci. Roku 1837 byla hannoverským králem Ernestem Augustem zrušena patentem ústava z roku 1833, která byla přijata právě v duchu článku Spolkových akt. V souvislosti s tímto článkem byly prokonstatovány protiústavní a neproveditelná králova rozhodnutí, kdy bylo přiznáno poddaným navíc právo na odpor, a to jak ve formě pasivní neposlušnosti, tak v podobě činného odporu – násilného jednání. Právo na odpor je nástrojem původce moci lidu a občanů v obraně normativně vymezeného hodnotového jádra státu, který je výrazem konsensu pojednávajícím o podmínkách zajištění maximální míry svobodného rozvoje jednotlivců a společnosti proti všem, kdo by jej ohrožovali. S výkonem práva na odpor se v SRN nesetkáme. V letech 1968, 1983, 1986–1987 docházelo k aktům odporu v širokém slova smyslu – jinými slovy o akce občanské neposlušnosti.

### Slovensko
Geneze pozitivizace práva na odpor na Slovensku je totožná s Českou republikou. Čl. 32 Ústavy zní: „Občané mají právo postavit se na odpor proti každému, kdo by odstraňoval demokratický řád základních lidských práv a svobod uvedených v této ústavě, pokud činnost ústavních orgánů a účinné použití zákonných prostředků jsou znemožněny.“ Právo na odpor přísluší státním občanům Slovenské republiky. Ochrana se poskytuje demokratickému řádu základních lidských práv a svobod uvedených v této ústavě. Chráněna jsou pouze práva, která jsou uvedena v článcích 14 až 25, nikoliv také politická práva.

### Guatemala
Právo na odpor na ochranu přirozených práv svobody je zakotveno v čl. 45 guatemalské ústavy. Ostatní práva jsou ta, která vyplývají z přirozené povahy lidské osoby, což se promítlo do širokého vymezení objektu práva na odpor. V jistém smyslu jde o antipod české úpravy, kde byla tatáž inspirace v maximální možné míře pozitivizována a svázána řadou jen obtížně splnitelných podmínek.

## Občanská neposlušnost
Od práva na odpor je potřeba odlišovat občanskou neposlušnost, která může být uplatněna i ve fungujících demokratických státech, protože se netýká reakce na systémovou destrukci, ale spíše individuálních excesů. Občanská neposlušnost je založena na vědomém porušování zákonů a jiných veřejnoprávních aktů kvůli jejich tvrzené nespravedlnosti, případně na protest proti nespravedlivé politice vlády, a to s ambicí ovlivnit smýšlení většiny, respektive rozhodování veřejné moci. Za občanskou neposlušnost by mohlo být považováno i extenzivní využívání práv, což by cíleně paralyzovalo veřejnou moc.